# ドラコン (立法者)
ドラコン (古代ギリシャ語: Δράκων, ラテン文字転写: Drakōn、英: Draco, [ˈdreɪkoʊ]、紀元前650年頃-？）は、古代ギリシアのアテナイにおける初の立法者である。不文法およびフェーデを法典化した。長音によりドラコーンとも表記される。

## 生涯
ドラコンについて知られていることは少ないが、10世紀の『スーダ辞典』では、ギリシア七賢人の時代以前の貴族であったとされ、またアイギナ島の劇場で死亡したという伝承が語られている。それによれば、劇場でドラコンの支持者らが彼を称えるため、「あまりに多くの帽子、シャツ、上着を彼の頭に投げつけたため、彼は窒息死して、そのまま劇場に埋葬された」という。
アリストテレスは『アテナイ人の国制』の中で、ドラコンがアリスタイクモスがアルコンであった時代に立法したと述べた。『スーダ辞典』は、ドラコンが第39回古代オリンピックの期間（紀元前624 - 621年）に立法を行ったと述べている。

## 立法
ドラコンの法律（θεσμοί - thesmi）はアテナイにおける最初の法であったので、誰もがその存在を知っており、内容は木板（άξονες - axones）に刻まれており、市民は2世紀程にわたって守り続け、その後に三角錐型の石碑（κύρβεις - kirvis）に刻まれた。その石碑はアソーンスと呼ばれ、三角錐の軸に沿って回転したので、全方向から読む事が出来たという。また、木板にはインクで無く血で記されたとも言われている。よって、彼の憲法は、特権階級に知られていた独断で内容を変え得る不文法に代わり、アレオパゴス会議に出席出来得る全ての識字可能な市民に判る物となった。
[･･･] 最初の法律はドラコンの名の下に作られた（アリストテレス『アテナイ人の国制』41章1）。
しかし、ドラコンの法は厳しい物であった、例えば借金が返済不能となると債務奴隷へと転落し、また量刑も金銭を貸した乃至借りた経歴によって異なるという物であった。また、殺人と過失致死傷罪の区別が為されており、死刑も執行数は漸減したものの存在した。これに対してプルタルコスは「ドラコンは何故ほとんどの犯罪で死刑が科されているのかと問われた時、軽微な犯罪でも死刑に値すると考えられ、より重大な犯罪についてはそれ以上重い刑罰はないからだと答えたとされている」と述べた。
この法律はソロンによる改革まで存続した。